# حسين بن موسى العظمة
حسين بن موسى العظمة (؟ - 1132 هـ / ؟ - 1720 م) ابن موسى باشا، كان قائدًا عسكريًا وأديبًا بارزًا خلال العصر العثماني.

### سيرته
- عمل من رؤساء الأجناد في أوجاق الينكجرية، وهو أحد الأوجاقات (الفرق العسكرية) العثمانية الرئيسية التي كانت تتولى شؤون الأمن والحرب في الإمبراطورية.
- شغل منصب كتخدا جند الأوجاق، وهو منصب إداري وعسكري رفيع يعني نائب قائد الأوجاق والمسؤول عن شؤون تنظيم الأفراد وإدارة الموارد.
- لم يكن حسين قائدًا عسكريًا فحسب، بل كان أيضًا أديبًا وشاعرًا له مساهمات أدبية عديدة.
- ارتبط بعلاقات وطيدة مع العلماء والمفكرين في عصره، وأنتج العديد من المؤلفات التي تجمع بين الفكر والأدب.

تقول المستشرقة ليندا شيلشر: قليلة هي أسر الأغوات التي أفلحت في إنجاب الأعيان من أبنائها على مدى أجيال. ولعل آل التركماني كانوا أبرزها في القرن الثامن عشر، وهم أسرة أغوات من الميدان. كان جدهم الأعلى موسى(ت1670\71) قد نال لقب باشا، وولي إمارة الحج وقضاء عجلون. أما ولده حسين (ت1719\20) الذي يوصف بأنه (أحد رؤساء وجاق الجند بدمشق)، فشغل منصب كتخدا (الذي يلي في القيادة آغا القوات الإنكشارية) عام 1679\80. وقد اتصل حسين هذا بالعلماء، ووضع الكثير من المؤلفات، ونظم قصيدة في مدحه شيخ الطريقة الخلوتية.

### وفاته
توفي حسين عام 1132 هـ الموافق 1720 م، ودُفن في الميدان\دمشق.